# كينتو ناغاساكي
كينتو ناغاساكي (باليابانية: 長崎健人) هو لاعب كرة قدم ياباني في مركز الوسط، ولد في 5 يونيو 1990 في كاناغاوا في اليابان. لعب مع نادي ألبيريكس نيغاتا.

## وصلات خارجية
- كينتو ناغاساكي على موقع قاعدة بيانات كرة القدم.إي يو (الإنجليزية)
- كينتو ناغاساكي على موقع Soccerway.com (الإنجليزية)
- كينتو ناغاساكي على موقع عالم كرة القدم.نت (الإنجليزية)